# Адорно, Антониотто Старший
Антониотто Адорно (итал. Antoniotto Adorno; Генуя, ок. 1340 — Финале-Лигуре, 5 июня 1398) — дож Генуэзской республики. Был дожем Генуи четыре раза. Кроме того, между 1396 и 1397 годами был генуэзским губернатором под властью короля Франции Карла VI. Также являлся бароном королевства Сицилия и Иерусалима, синьором Гримо, Сен-Тропе, Валле-Арроскья и Серравалле-Скривия.

## Биография

### Ранние годы
Антониотто был сыном Адорнино Адорно и Николосиа делла Рокка. Как и большинство предыдущих дожей, Антониотто был торговым купцом. Он также имел репутацию человека, сведущего в юриспруденции и литературе. Известно, что он выступал как минимум по одному делу в качестве адвоката. Он начал свою политическую карьеру в качестве викария (правителя) Кьявари в начале 1370-х. В 1373 году он принял участие в успешном вторжении в Кипрское королевство на борту собственной частной галеры.
Адорно принял участие в восстании Николо Гуарко, которое привело к изгнанию и отречению Доменико ди Кампофрегозо. 17 июня 1378 года Адороно был провозглашен седьмым дожем Генуи, однако, был вынужден уступить давлению и в тот же день отказался от должности в пользу бывшего союзника Николо Гуарко.
Адорно покинул Геную и вступил в союз с миланским родом Висконти, приняв участие в нескольких сражениях в восточной части Лигурийской Ривьеры. После того, как Туринским договором 1381 года был прекращен спор между Генуей и Венецианской республикой (война Кьоджи), Адорно бежал в Савону в ожидании новых популярных событий, которые могли бы привести его в Геную. В 1383 году новое восстание народа во главе с семьей Кампофрегозо против дожа Гуарко стало отправной точкой к возвращению Адорно в город, однако в тот раз ему это не удалось. Более успешной была новая революция против власти дожа, вспыхнувшая 3 апреля того же года. Провокация, организованная Пьетро Кампофрегозо, привела к отречению Гуарко и избранию дожем Федерико да Пагана (хотя тот сам предложил Адорно в качестве кандидата), который два дня спустя передал пост Леонардо Монтальдо. В обстановке политической напряженности Адорно смог свободно вернуться в Геную и согласился на должность старшего советника дожа.
С внезапной смертью Монтальдо 14 июня 1384 года от чумы Адорно вновь смог занять пост дожа.

### Второе правление

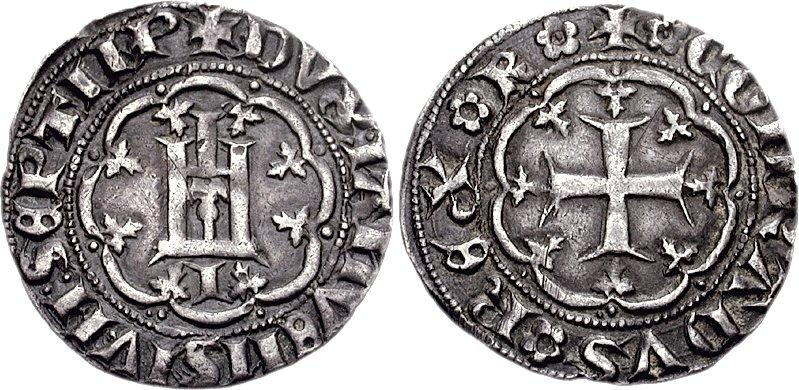
Монета Адорно, 1378

Среди его первых шагов как дожа было принятие решения заточить Николо Гуарко в замок Леричи в Ла-Специя. В 1385 году, чтобы поднять авторитет Генуэзской республики, Адорно предоставил папе Урбану VI десять генуэзских галер под командованием Клементе Фацио в помощь в его борьбе с неаполитанцами. Освободившись из плена при помощи генуэзцев, Верховный Понтифик посетил Геную 23 сентября, где был принят дожем Адорно.
В рамках союза с Папским государством Адороно принял участие в отвоевании христианами земель в странах Ближнего Востока и Северной Африки. После примирения с Королевством Арагон войска дожа участвовали в завоевании острова Джерба в Тунисе, который был отбит в июне 1388 года. Генуэзские корабли летом 1390 года приняли участие в крестовом походе на тунисский город Махдия вместе с английским и французским флотами. Экспедиция оказалась неудачной, но после длительных переговоров обе стороны 17 октября 1391 года договорились об обмене пленными, при этому султан обещал не препятствовать коммерческим перевозкам из Республики Генуя.
За шесть лет дож предотвратил также неоднократные попытки переворотов (в том числе, во главе с Пьетро Кампофрегозо), стабилизировал ситуацию в генуэзских колониях, наладил дипломатические отношения с соседними державами, в том числе с Миланом. Его второе правление закончилось 3 августа 1390 года спонтанным уходом в отставку.

### Третье правление
Адорно временно удалился в Лоано, Савона. Дожем был избран Джакомо Кампофрегозо, который всегда предпочитал научные исследования, чем власть, Адорно почти «принудительно» вернулся в Геную под влиянием своих сторонников, готовых к восстановлению дожа «любыми средствами». Местные хроники свидетельствуют о том, что Адорно въехал в Геную 5 апреля 1391 года, мирно убедил Кампофрегозо покинуть пост, устроил в его честь обед и проводил со всеми почестями. 6 апреля Адорно снова стал дожем, уже в третий раз.
Среди первых актов нового правления был созыв в январе 1392 года мирной конференции с участием представителей Милана, Флоренции и Болоньи. В том же году, прислушавшись к недовольству горожан, Адорно решил послать против Савоны, прямого конкурента генуэзской торговле, флотилию под командованием своего брата Джоржо Адорно (будущего дожа). Героическое сопротивление жителей Савоны вызвало симпатии многих благородных генуэзцев и народа, что ударило по авторитету Адорно. Итогом стало восстание во главе с Мартино Монтальдо, которое вынудило Адорно бежать из Генуи 15 июня 1392 года.

### Четвёртое правление
Адорно был не у дел около двух лет. В политическом климате, где снова наметилось напряжение, Адорно смог заключить союз с Антонио Монтальдо (будущим дожем), чтобы вернуться в город, но в то же время тайно контактировал с некоторыми важными горожанами. 3 сентября 1394 года, в условиях новых народных волнений, Адорно был провозглашен дожем, в четвёртый раз.
Международная обстановка в это время была полна экспансией в Италии со стороны короля Карла VI. Дож Адорно предпринял попытку заключить с французами союз, но неудачно. Французы заняли Савону, в обмен на возвращение города Генуе Карл VI потребовал перехода под власть французской короны самой Генуи. 23 октября 1396 года Адорно, несмотря на волнения в городе, заключил договор с Карлом VI, по которому признавал верховную власть короля в обмен на 300 тыс. франков.

### Губернаторство

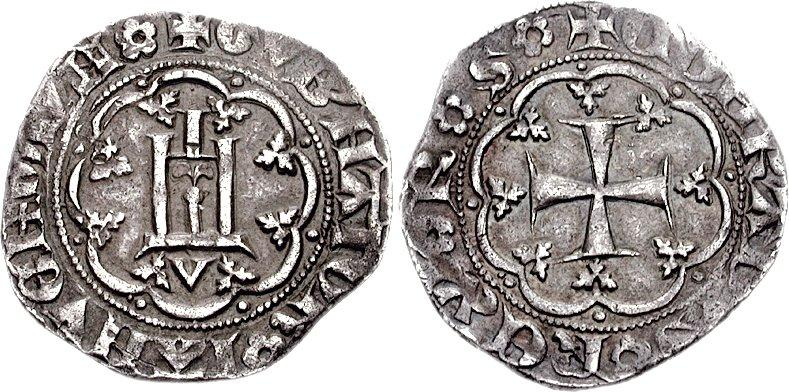
Монета губернатора Адорно, 1396

27 ноября 1396 года Адорно был назначен губернатором Генуе от имени французского короля. Его мандат истек по собственному желанию 18 марта 1397 года, по личным причинам.
Оставив Геную в ведении Лаззарино II, маркиза дель Карретто, Адорно заболел чумой и умер в Финале-Лигуре 5 июня 1398 года.

### Семейная жизнь
Адорно был женат дважды: на Лучине Савиньоне и Джиневре Дориа, от которых имел множество детей.
Джиневра Дория родила ему дочь Бригиду, которая вышла замуж за графа Джованни да Кашина делла Роста, патриция Пизы. От их брака родился граф Адорно да Кашина, основатель пизанской ветви рода Адорно.